# نبرد میوند
نبرد میوند (به انگلیسی: Battle of Maiwand) دومین جنگ استقلال‌خواهی افغان‌ها از انگلیس است.     
جنگ میوند در تاریخ ۲۷ ژوئیه سال ۱۸۸۰ در ناحیه‌ای به همین نام به رهبری محمد ایوب خان با لشکر انگلیس به رهبری جنرال باروز شروع شد و با شکست شدید نیروهای انگلیسی و بازپس‌گیری قندهار از دست نیروهای انگلیسی پایان یافت. نیروهای شرکت کننده افغان در این جنگ از قوم‌های پشتون و هزاره بودند. یعقوب علی خان مورخ معاصر این جنگ از زبان سردار احمد علی خان نواسه کهندل خان که خود در میدان جنگ حضور داشت نقل میکند: از لشکر دوازده هزاری انگلیس در این جنگ، فقط ۲۵ سرباز انگلیسی قادر به فرار شدند.

## ملالی میوندی
از شناخته شده‌ترین افراد شرکت‌کننده در این جنگ بانویی بنام ملالی میوندی بود. ملالی میوندی دختری قندهاری بود که در جنگ میوند به مبارزان افغان آب آشامیدنی می‌رساند. هنگامی که ارتش افغانستان با وجود تعداد زیاد افرادش روحیه‌اش را از دست داد، ملالی پرچم افغانستان را برداشت و فریاد زد:
عشق جوان! اگر در نبرد میوند شهید نشدی،
خدا تو را از بی ننگی حفظ کند.
این امر جنگجویان افغان را روحیه داد تا تلاش‌های خود را دو برابر کنند. هنگامی که یکی از پرچم‌داران اصلی کشته شد ملالی به میدان جنگ رفت و پرچم را بلند کرد و شروع به خواندن لندی کرد:
خال به د یار له وینو کښـیږدم 
 چی شینکی باغ کی ګلګلاب و شرموینه
ملالی توسط یک سرباز انگلیسی کشته شد. با این حال، کلمات او موجب پیروزی هموطنانش در جنگ شد. پس از جنگ، ملالی برای تلاش‌هایش افتخار داده شد و در روستای مادری‌اش در خیگ به خاک سپرده شد، جایی که قبر او تا امروز باقی مانده‌است و توسط مردم بازدید می‌شود. او در زمان مرگ ۱۸ یا ۱۹ ساله بود. ملالی در روستای کاریز همراه با پدرش و نامزدش دفن شده‌است، مردم محلی قبر او را به عنوان حرم می‌دانند.

## ارتباط میوند و لرها
تشابه نام سبب شده که دلیل نامیده شدن میوند افغانستان را مشارکت باب میوند بختیاری در جنگ قندهار مطرح کنند و وجه تسمیه را پیروزی بختیاری ها در سپاه نادر با تکیه بر اسناد متاخر بیان کنند که گفته میشود حدود ۳۰۰ سال قبل رخ داده .
پس طبق این ادله  قدمت ولسوالی میوند افغانستان بیشتر از ۳۵۰ سال نباید باشد .
برای رد این ادعا ،به متون تاریخی کهن جغرافی دانان مسلمان و تاریخی می پردازیم
گروهی از پژوهشگران جغرافی دان در سال ۱۳۹۸ در روزنامه‌ی "صبح افغانستان" ثابت کردند که برای اولین بار میرغلام محمد غبار نویسنده تاریخ با گرایشات قومی پشتونی در افغانستان ،اولین کسی است که میمند را بصورت میوند نوشته است و وزیر سلطان محمود را که اهل انجا بوده به جای المیمندی به صورت المیوندی نوشته است یعنی ایشان تلفظ و خوانش پشتو واژه میمند که میشود میوند را در کتابش آورده است این کار عمدی یا غیر عمدی باعث رواج خوانش دیگری در بین مردم افغانستان از این واژه شده است
اما باز گردیم به مصادر و منابع قدیمی :  
مِيمَنْدُ: بكسر الميم الأولى، وفتح الأخرى، ونون، ودال مهملة: رستاق بفارس، وبنواحي غزنة أيضا ميمند، وإلى هذه ينسب الميمندي وزير السلطان محمود بن سبكتكين وهو أبو الحسن علي بن أحمد، وقال أبو بكر العيدي يهجوه:
يا عليّ بن أحمد لا اشتياقا
                    وأنا المرء لا أحبّ النّفاقا
لم أزل أكره الفراق إلى أن
                 نلته منك فارتضيت الفراقا
حسبنا بالخلاص منك نجاحا
                   وكفى بالنجاة منك خلاقا مِيمَنَةُ:
بكسر أوله، وسكون ثانيه، وفتح الميم، ونون: بلدة بين باميان والغور، وأظنها الميمند الذي قبله.
النسبة: الميمندي ، نسبة إلى مِيمَنْد : بكسر الميم الأولى، وفتح الأخرى، ونون، ودال مهملة: رستاق بفارس، و أيضا بنواحي غزنة.
والمنسوب إليه هو : وزير السلطان محمود بن سبكتكين وهو أبو الحسن علي بن أحمد، الميمندي .:
در كتاب الكامل في التاريخ - نسخه تدمري از عز الدين ابن الأثير ج: ١ ص: ١٩٤ در قسمت ذِكْرُ عَوْدِ شِهَابِ الدِّينِ مِنَ الْهِنْدِ وَحَصْرِهِ خُوَارِزْمَ وَانْهِزَامِهِ مِنَ الْخَطَا آمده است
إِلَى خُرَاسَانَ مِنْ قَصْدِ الْهِنْدِ، وَسَبَبُ ذَلِكَ أَنَّهُ بَلَغَهُ حَصْرُ خُوَارِزْمَ شَاهْ هَرَاةَ، وَمَوْتُ أَلْب غَازِي نَائِبَهُ بِهَا، فَعَادَ حَنِقًا عَلَى خُوَارِزْمَ شَاهْ، فَلَمَّا بَلَغَ مَيْمَنْدَ عَدَلَ عَلَى طَرِيقٍ أُخْرَى
در تاریخ عتبی و بیهقی درباره زندگی نامه خواجه  وزیر بزرگ سخن رفته است عتبی گوید
میمندی از جمله بزرگ زادگان میمند قندهار بود و از کودکی با سلطان محمود در یکجا پرورش یافته و برادر رضاعی او بود .حسن، پدر احمد در حکومت سبکتگین پدر محمود عامل بُست بود و به اتهام خیانت در اموال دولتی به فرمان سبکتگین کشته شد، اما سبکتگین چندی بعد بی‌گناهی وی را دریافت و از کردهٔ خود پشیمان شد. عتبی
پس همانگونه که شاهدیم قدمت میمند [ تلفظ محلی کنونی پشتوی میوند] به ۷۵۰ سال قبل از جنگ بختیاری در قندهار برمیگردد.
لذا ممکن نیست که ولسوالی میوند افغانستان از ارتباطی با میوند بختیاری داشته باشد.
مردم بختیاری چهارلنگ واژه‌ی ممیوند را میوند تلفظ میکنند در حالیکه مردم افغان اکنون واژه میمند را میوند تلفظ میکنند.
در بختیاری،، واژه‌ی میوند تلفظ و شکل دیگری از ممیوند است و در افغانستان ،میوند برگرفته از میمند است پس بین میوند افغان و میوند بختیاری نه تنها اشتراک تباری نیست بلکه حتی معنای لغوی یکسانی هم ندارند. 

## یادداشت
1. ↑  Maiwand: Saving the Guns
2. ↑  اصلی (به پشتو: که په ميوند کي شهيد نه شوې، خدای ږو لاليه بې ننگۍ ته دي ساتينه)
 ترجمهٔ انگلیسی:  Young love! If you do not fall in the battle of Maiwand,

By God, someone is saving you as a symbol of shame![۴]
3. ↑  برخی از نسخه‌ها می‌گویند که ملالی روسری خود را به عنوان پرچم استفاده کرد[۷]
4. ↑  ترانهٔ کوتاه عامیانه که توسط زنان افغانستان خوانده می‌شود
5. ↑  (به فارسی: از خون یار برزخ خالی خواهم گذاشت که از دیدن آن گل گلاب بشرمد.)
 ترجمهٔ انگلیسی:[۴]  With a drop of my sweetheart's blood,

Shed in defense of the Motherland,

Will I put a beauty spot on my forehead,

Such as would put to shame the rose in the garden!